# Леннон, Нил
Нил Фрэ́нсис Ле́ннон (англ. Neil Francis Lennon; род. 25 июня 1971, Лерган, Арма) — североирландский футболист и футбольный тренер. Продолжительное время занимал пост капитана сборной Северной Ирландии и шотландского клуба «Селтик», в котором был также главным тренером. С 2016 по 2019 год возглавлял эдинбургский «Хиберниан».

## Карьера игрока

### Клубная карьера
Первым клубом Леннона на высшем уровне стал английский «Манчестер Сити», в который Нил перешёл в 1989 году, подписав контракт игрока дублирующей команды. Сыграв за основной состав «горожан» всего один матч, североирландец перебрался в клуб низших дивизионов Англии «Кру Александра» — здесь он окреп как футболист, и в 1996 году Леннон стал игроком «Лестер Сити», который заплатил за опорного полузащитника 750 тысяч фунтов стерлингов. Играя за «лис», Нил стал обладателем Кубка лиги в 1997 и 2000 годах.
В межсезонье североирландец подписал контракт с шотландским «Селтиком», где быстро стал игроком основного состава, а в 2005 году Леннона выбрали капитаном команды.
После увольнения с поста главного тренера «Лестер Сити» Крейга Левейна многие СМИ делали предположение, что новым наставником клуба станет его бывший игрок Нил Леннон, и, по слухам, североирландцу даже предложили контракт играющего тренера команды. Но Леннон был непреклонен, заявив, что он очень польщён данным предложением, однако пока хотел бы остаться капитаном «кельтов».
Летом 2006 года появились слухи, что Нил может перебраться в английский «Кристал Пэлас», также в качестве играющего тренера, но 23 июня этого же года пресс-служба «Селтика» объявила о том, что североирландец подписал новый однолетний контракт с клубом. Тем же летом бывший партнёр Нила по шотландскому клубу, а на тот момент главный тренер английского «Сандерленда» Рой Кин пытался подписать Леннона для своей команды, однако руководство «кельтов» отклонило предложение «чёрных котов».
25 апреля следующего года североирландец объявил о том, что он покинет «Селтик» по окончании сезона. Свою последнюю игру за «кельтов» Нил сыграл 26 мая 2007 года, когда он вывел свою команду с капитанской повязкой на матч финала Кубка Шотландии против «Данфермлин Атлетик». «Селтик» одержал победу с минимальным счётом 1:0, тем самым сделав «дубль» в этом сезоне, выиграв ещё и чемпионат Шотландии.
В межсезонье Леннон всерьёз задумывался о завершении карьеры футболиста. К тому же сразу несколько клубов Британии предложили ему контракт тренера. К примеру, шотландский «Хиберниан» из Эдинбурга вышел на Нила с целью подписания его в качестве главного тренера команды, после того как этот пост покинул Джон Коллинз.
Однако 12 июня 2007 года североирландец присоединился к английской команде «Ноттингем Форест» всё так же в роли футболиста, заключив соглашение по схеме «1+1».
В качестве капитана «лесников» Леннон дебютировал в домашней игре клуба против команды «Борнмут», которая закончилась нулевой ничьей. Однако затем Нил потерял место в составе «Форест», вследствие своей самовольной недельной отлучки в Шотландию, где, как заявил североирландец, он решал семейные проблемы.
31 января 2008 года Нил перешёл в клуб четвёртого английского дивизиона «Уиком Уондерерс», которым руководил бывший партнёр североирландца в «Селтике» Пол Ламберт. Однако уже через три месяца, 3 апреля, Леннон заявил об окончании карьеры футболиста и вернулся в «Селтик» в качестве тренера.

### Сборная Северной Ирландии
За национальную сборную Северной Ирландии Нил Леннон сыграл 40 матчей, забив 2 гола. Является бывшим капитаном этой команды.
В августе 2002 года Нил решил завершить выступления в национальной команде, после того как незадолго до игры своей сборной с Кипром получил анонимные угрозы о расправе. Произошло это вследствие того, что Леннон в одном из интервью заявил о мечте сыграть за сборную Объединённой Ирландии. Инцидент отнесли на совесть «Сил волонтёров-лоялистов», однако сама организация отрицала свою причастность. Данное происшествие было встречено с глубоким отвращением во всех социальных слоях Северной Ирландии.

### Достижения в качестве футболиста

#### Командные достижения
«Лестер Сити»
- Обладатель Кубка лиги (2): 1996/97, 1999/00
- Финалист Кубка лиги: 1998/99

«Селтик»
- Чемпион Шотландии (4): 2000/01, 2001/02, 2003/04, 2006/07
- Обладатель Кубка Шотландии (3): 2000/01, 2003/04, 2006/07
- Обладатель Кубка лиги (2): 2000/01, 2005/06
- Финалист Кубка Шотландии: 2001/02
- Финалист Кубка лиги: 2002/03
- Финалист Кубка УЕФА: 2002/03

#### Личные достижения
- Игрок месяца шотландской Премьер-лиги (3): март 2001, март 2003, апрель 2007

## Тренерская карьера
По окончании карьеры игрока Леннон вернулся в «Селтик» в качестве помощника тренера, о подписании в этом качестве североирландца пресс-служба «кельтов» сообщила 3 апреля 2008 года. После того как на пост главного тренера «бело-зелёных» был назначен Тони Моубрей, роль Леннона в клубе изменилась — перед началом сезона 2009/10 Нил стал наставником резервной команды шотландцев. 25 марта 2010 года после увольнения Моубрея с поста главного тренера команды Леннон был временно назначен на эту должность до конца сезона 2009/10, с официально озвученной перспективой стать постоянным наставником глазговцев в зависимости от результатов «Селтика» под руководством североирландца.
Дебют Нила в новой должности получился удачным — 27 марта его подопечные победили «Килмарнок» 3:1.
Вторая игра под руководством Леннона также удалась — благодаря голу с пенальти Робби Кина «кельты» переиграли «Хиберниан» 1:0.
10 апреля в полуфинале Кубка Шотландии «Селтик» сенсационно проиграл клубу Первого шотландского дивизиона «Росс Каунти» 0:2. В послематчевом интервью Леннон объяснил поражение «отсутствием должного настроя у игроков глазговцев».
После этой досадной неудачи «кельты» постарались реабилитироваться в глазах своих болельщиков и выдали серию из шести побед подряд — были повержены «Хиберниан», «Данди Юнайтед», дважды «Мотеруэлл», злейшие враги «бело-зелёных» из «Рейнджерс» и «Харт оф Мидлотиан».
8 июня с Ленноном был подписан контракт, по которому он стал полноценным главным тренером «Селтика». Сам Нил так прокомментировал это событие:
«Селтик» является моим домом. Я провёл здесь последние 10 лет. Рассчитываю добиться с клубом больших успехов, которых он вполне заслуживает. Я являюсь самым преданным болельщиком «Селтика» вне зависимости от того, в каком качестве выступаю: игрока, капитана или тренера. Я буду работать больше всех, дабы вернуть клубу победные традиции.
Старт нового сезона вышел для «кельтов», ведомых Нилом, неудачным — 28 июля в первом официальном матче сезона, коим был гостевой поединок третьего квалификационного раунда Лиги чемпионов с португальским клубом «Брага», «бело-зелёные» крупно уступили 0:3, фактически потеряв шансы на продолжение борьбы в главном клубном турнире Европы. Так и произошло — несмотря на победу во втором поединке со счётом 2:1, «Селтик» не смог по сумме мячей пройти дальше в главном клубном турнире Европы. «Кельты» вылетели в Лигу Европы, где их соперником за выход в групповой этап розыгрыша стал нидерландский «Утрехт». В первом матче противостояния, который состоялся 19 августа на стадионе «Селтик Парк», «бело-зелёные» уверенно победили со счётом 2:0 благодаря голам Хуареса и Самараса. В ответной встрече «кельты» были неожиданно разгромлены нидерландцами 0:4 и тем самым закончили свою европейскую кампанию в сезоне 2010/11. Во внутреннем первенства дела «Селтика» обстояли намного лучше — к концу сентября глазговцы выиграли первые шесть матчей Премьер-лиги и делили первое место в турнирной таблице со своими извечными соперниками из «Рейнджерс». За впечатляющие успехи клуба в сентябре Леннон был удостоен звания «Тренера месяца шотландской Премьер-лиги». 8 февраля 2011 года североирландский специалист был вновь удостоен этой награды по итогам января. Через два месяца Леннону в третий раз в его тренерской карьере присудили подобный приз. 21 мая 2011 года Нил завоевал свой первый трофей в ипостаси наставника клуба — в этот день «кельты» переиграли «Мотеруэлл» в финальной встрече Кубка Шотландии со счётом 3:0. 20 июня Леннон подписал с «Селтиком» новое годичное соглашение о сотрудничестве.
В мае 2014 Нил покинул пост главного тренера «Селтика».
Агент специалиста Мартин Райли так сказал об уходе:
Нил расстался с «Селтиком». Он хочет сказать спасибо клубу, болельщикам и руководству за поддержку и желает им всего наилучшего. Пришло время начать новую главу.
Под его руководством клуб выиграл три чемпионата Шотландии и два Кубка страны, добрался до 1/8 финала Лиги чемпионов.

### Тренерская статистика
| Селтик           | Шотландия | 25 марта 2010  | 22 мая 2014     | 228 | 159 | 30 | 39 | 69,74 |
| Болтон Уондерерс | Англия    | 3 октября 2014 | 16 марта 2016   | 80  | 18  | 26 | 36 | 22,50 |
| Хиберниан        | Шотландия | 9 июня 2016    | настоящее время | 22  | 12  | 5  | 5  | 54,54 |
| Итого            | Итого     | Итого          | Итого           | 330 | 189 | 61 | 80 | 57,27 |

И — игры, В — выигрыши, Н — ничьи, П — поражения, % побед — процент побед 
(данные откорректированы по состоянию на 17 декабря 2016)

#### Список по сезонам
- КЛ = Кубок лиги
- ЛЧ = Лига чемпионов УЕФА
- ЛЕ = Лига Европы УЕФА

| Чемпион | Второе место / Финалист | Третье место / Полуфинал | Вылетел на ранней стадии |

| Сезон   | Клуб   | Страна    | Домашние  | Домашние    | Домашние     | Континентальные | Континентальные | Количество трофеев |
| Сезон   | Клуб   | Страна    | Чемпионат | Кубок       | КЛ           | ЛЧ              | ЛЕ              | Количество трофеев |
| ------- | ------ | --------- | --------- | ----------- | ------------ | --------------- | --------------- | ------------------ |
| 2009/10 | Селтик | Шотландия | 2 место   | 1/2         | -            | -               | -               | 0                  |
| 2010/11 | Селтик | Шотландия | 2 место   | П           | финал        | квалиф          | квалиф          | 1                  |
| 2011/12 | Селтик | Шотландия | П         | 1/2         | финал        | квалиф          | группа          | 1                  |
| 2012/13 | Селтик | Шотландия | П         | П           | 1/2          | 1/8             | -               | 2                  |
| 2013/14 | Селтик | Шотландия | П         | пятый раунд | третий раунд | группа          | -               | 1                  |

### Достижения в качестве тренера

#### Командные достижения
«Селтик»
- Чемпион Шотландии: 2011/12, 2012/13, 2013/14
- Обладатель Кубка Шотландии: 2010/11, 2012/13
- Финалист Кубка шотландской лиги (2): 2010/11, 2011/12

#### Личные достижения
- Тренер месяца шотландской Премьер-лиги (8): сентябрь 2010, январь 2011, апрель 2011, ноябрь 2011, декабрь 2011, февраль 2012, апрель 2012, декабрь 2012
- Тренер года по версии Шотландской ассоциации футбольных журналистов: 2012

## Личная жизнь
В сентябре 2008 года в прессе появились сообщения о том, что после дерби «Old Firm» Нил Леннон стал жертвой нападения в одном из районов Глазго — Вест-Энде. По горячим следам нападавших задержали (ими оказались фанаты злейшего врага «кельтов» — «Рейнджерс») и 16 января 2009 года осудили каждого на два года тюрьмы.